# Konsumpcja dodatkowa
Konsumpcja dodatkowa – konsumpcja kolejnej (dodatkowej) jednostki danego dobra lub usługi.
Termin konsumpcja dodatkowa jest też niekiedy używany w kontekście krańcowej skłonności do konsumpcji. Oznacza on poziom konsumpcji zależny od dochodów rozporządzalnych ludności oraz krańcowej skłonności do konsumpcji, który stanowi różnicę między konsumpcją całkowitą a konsumpcją autonomiczną (tj. wielkością konsumpcji niezależną od dochodu konsumentów).